# شعار رومانيا
تم اعتماد شعار النبالة لرومانيا في البرلمان الروماني في 10 سبتمبر 1992 كشعار تمثيلي لرومانيا. وهي تستند إلى شعار النبالة الصغرى لمملكة رومانيا (المستخدم بين عامي 1922 و 1947)، الذي أعاد تصميمه فيكتور ديما. كعنصر مركزي، يظهر عقابًا ذهبيًا يحمل صليبًا في منقاره وصولجان وسيف في مخالبه. كما يتكون من الألوان الثلاثة (الأحمر والأصفر والأزرق) التي تمثل ألوان العلم الوطني. تمت زيادة شعار النبالة في 11 يوليو 2016 لإضافة تمثيل لتاج الصلب لرومانيا.